# Празеодимгаллий
Празеодимгаллий — бинарное неорганическое соединение, интерметаллид
празеодима и галлия
с формулой GaPr,
кристаллы.

## Получение
- Сплавление стехиометрических количеств чистых веществ:

{\displaystyle {\mathsf {Pr+Ga\ {\xrightarrow {1015^{o}C}}\ GaPr}}}

## Физические свойства
Празеодимгаллий образует кристаллы
ромбической сингонии,
пространственная группа C mcm,
параметры ячейки a = 0,4432 нм, b = 1,1301 нм, c = 0,4194 нм, Z = 4,
структура типа борида хрома CrB
.
Соединение образуется по перитектической реакции при температуре 1015 °C.
При температуре 36 К в соединении происходит переход парамагнетик-антиферромагнетик,
а при 28 К — переход антиферромагнетик-ферромагнетик.